# Duivelse Vrouwen
Duivelse Vrouwen is een Vlaamse interview-, documentaire- en reportagereeks op VIER uit 2016 geproduceerd door De chinezen waarin Katrin Kerkhofs, echtgenote van Dries Mertens andere voetbalvrouwen van Rode Duivels-spelers gaat interviewen in hun eigen omgeving. De gesprekken gaan over voetbalvrouw te zijn, aandacht krijgen als partner van, de partner te volgen naar verschillende clubs, zelf een eigen leven en carrière uitbouwen...  De serie werd uitgezonden in de maanden voorafgaand aan het Europees kampioenschap voetbal 2016.
Kerkhofs vulde het programma aan met een reisblog op de programmawebsite waar over elke locatie culinaire tips en te bezoeken plaatsen worden meegegeven.
| Afl. | Uitzenddatum  | Bezocht koppel en locatie                                      |
| ---- | ------------- | -------------------------------------------------------------- |
| 1    | 21 april 2016 | Michèle Lacroix en Kevin De Bruyne in Manchester               |
| 2    | 28 april 2016 | Diana Saiu en Laurent Ciman in Montreal                        |
| 3    | 5 mei 2016    | Noémie Happart en Yannick Carrasco in Madrid                   |
| 4    | 12 mei 2016   | Caroline Vanderstricht en Nicolas Lombaerts in Sint-Petersburg |
| 5    | 19 mei 2016   | Polly Parsons en Thomas Vermaelen in Barcelona                 |
| 6    | 26 mei 2016   | Katrien Lambeets en Marc Wilmots in Gingelom                   |
| 7    | 3 juni 2016   | Compilatieaflevering Katrin en Dries Mertens in Napels         |